# أحمد أبو مدين الأشموني
أحمد أبو مدين الأشموني من أعلام مدينة أشمون. 
يرجع لأصول مغربية من أسرة آل مدين جده شعيب أبو مدين شيخ من شيوخ الصوفية وأعلامها. وأبوه علي مدين الذي جاء إلى مصر من المغرب فقيرا معدما في الربع الأخير من القرن السادس الهجري ما بين 580و593 هجرية بعد وفات والده ب تلمسان. استقر الشيخ علي مدين ب طبلية   من أعمال المنوفية وذلك في القرن السابع الهجري. رزق بأبنه أحمد الذي اختار أشمون ليقيم بها ورزق هو الأخر فيها بأبن سماه مدين على اسم أبيه. انتقل إلى القاهرة ومات بها في القرن التاسع الهجري. 
نعود للمؤرخ له ومقامه في مدينة أشمون منوفية وعلى مقربة من المسجد العمري بأشمون الرابض فوق الحصن الروماني بأشمون وفي أعلى نقطة بالكوم القديم يعلو مقام سيدي أحمد أبومدين الأشموني الذي ألحق به حديثا مكتب لتحفيظ القرآن، وبجواره مقامان أقل من قبة ضريحه في الارتفاع الملاصق له عن يسار الداخل للشيخ سعد وبقايا مقابر المسلمين القديمة التي وقف الدفن بها ونقلت خارج المدينة. أحمد أبو مدين الأشموني من أعلام متصوفة القرن السابع الهجري وأبنه مدين من أعلام متصوفة القرن الثامن والتاسع. لجأ الإمام السيوطي فترة تصوفه لخلوة أل مدين بأشمون لما ذاع صيتهم بمصر.